# Pieśń Heidi
Pieśń Heidi (ang. Heidi’s Song) – amerykański film animowany z 1982 roku w reżyserii Roberta Taylora, wyprodukowany przez wytwórnię Hanna-Barbera Productions. Animowana adaptacja powieści Heidi autorstwa szwajcarskiej pisarki Johanny Spyri.

## Fabuła
Film opisuje historię małej kilkuletniej sierotki Heidi, którą ciotka Dete podrzuca do domu pod opiekę surowego dziadka, żyjącego w wiosce w Alpach. Początkowo dziadek nie lubi mieć Heidi w pobliżu, ale gdy łamie nogę, dziewczynka pomaga mu przywrócić go do zdrowia. Między Heidi a dziadkiem zaczyna nawiązywać się przyjaźń. Swobodne i beztroskie życie przerywa powrót ciotki Dete, która oznajmia, że zabiera Heidi do Frankfurtu, aby stać się towarzyszką zabaw zamożnej niepełnosprawnej Klary.

## Obsada (głosy)
- Lorne Greene jako dziadek
- Sammy Davis Jr. jako Head Ratte
- Margery Gray jako Heidi
- Michael Bel jako Willie
- Peter Cullen jako Gruffle
- Roger DeWitt jako Peter
- Richard Erdman jako Herr Sessmann
- Fritz Feld jako Sebastian
- Pamelyn Ferdin jako Klara
- Joan Gerber jako panna Rottenmeier
- Virginia Gregg jako ciotka Dete

## Wersja polska
Film został wydany w Polsce w serii Hanna-Barbera Opowieści Klasyczne na kasetach VHS z angielskim dubbingiem i polskim lektorem
- Dialogi polskie: Elżbieta Kowalska
- Czytał: Stanisław Olejniczak
- Dystrybucja: Hanna-Barbera Poland